# Рот, Альбрехт Вильгельм
Альбрехт Вильгельм Рот (нем. Albrecht Wilhelm Roth; 7 января 1757 — 16 октября 1834) — немецкий ботаник и врач.

## Биография
Родился 7 января 1757 года в коммуне Дётлинген; был старшим сыном из одиннадцати детей пастора Готфрида Рота (1720—1784). 
До 1772 года учился в гимназии Ольденбурга. В 1775—1778 годах изучал медицину в университете Галле; в 1788 году в Эрлангенском университете получил степень доктора медицины.
Ещё во время учёбы его главным интересом стала ботаника, и уже в 1778 году он опубликовал введение в систематическую коллекцию растений и в небольшом трактате выступил за включение предмета естествознания в школьные уроки.
После обучения, в 1778 году, вернулся в Дётлинген. В 1779 году переехал в Вегезак (ныне — северный район Бремена), в котором тогда насчитывалось около 1000 человек жителей и где он был единственным врачом.
В 1802 году совершил поездку на Северное море и на Балтийское море для изучения морских водорослей.
Его многочисленные исследования позволили ему стать членом восемнадцати научных обществ в Германии, Австрии, Швейцарии и Англии. Высокая репутация Рота побудили Иоганна Вольфганга фон Гёте предложить Рота на кафедру ботаники в Йенском университете в 1803 году и в Эрлангенском университете в 1810 году. Однако он отклонил оба предложения. В 1789 году был избран членом Леопольдины; в 1808 году стал членом-корреспондентом Баварской академии наук.
Умер в Вегезаке 16 октября 1834 года в возрасте 77 лет.

## Научная деятельность
Альбрехт Вильгельм Рот специализировался на папоротниковидных, Мохообразных, водорослях, семенных растениях и на микологии.

## Научные работы
- Beyträge zur Botanik (1782—1783)
- Botanische Abhandlungen (Нюрнберг, 1787, с 12 табл.)
- Tentamen florae germanicae (Лейпциг, 1788—1800, 3 т.)
- Catalecta botanica, quibus plantae novae et minus cognitae describuntur atque illustrantur» (Лейпциг, 1797—1806, с 20 табл.)
- Novae plantarum species praesertim Indiae orientalis (Гальберштадт, 1821)
- Enumeratio plantarum phaenogamarum in Germania sponte nascentium (1827)
- Manuale botanicum (Лейпциг, 1830)